# Challenge mondial de course en montagne longue distance 2005
Navigation
2004 2006
Le Challenge mondial de course en montagne longue distance 2005 est une compétition de course en montagne qui s'est déroulée le 24 juillet 2005 à Cauterets en France. C'est le marathon du Vignemale qui accueille les championnats. Il s'agit de la deuxième édition de l'épreuve.

## Résultats
Vice-champion du monde de longue distance l'année précédente et tout juste vice-champion d'Europe, l'Allemand Helmut Schiessl part en grand favori. Il mène la course avec une bonne marge d'avance mais s'arrête à plusieurs reprises pour masser sa jambe qui le fait souffrir. Il remporte la victoire mais le Slovène Anton Vencelj le talonne à l'arrivée de seulement 37 secondes. Le podium est complété par le Suisse Daniel Bolt.
Annoncée comme une des grandes favorites, la Franco-Suissesse Chantal Dällenbach abandonne. La seule Australienne engagée, Emma Murray, une inconnue en Europe, surprend tout le monde et remporte la victoire avec une impressionnante marge de plus de 18 minutes devant l'Autrichienne Marion Kapuscinski qui parvient à passer la Française Isabelle Guillot à mi-parcours.

### Individuel
| Rang               | Athlète            | Pays      | Temps           |
| ------------------ | ------------------ | --------- | --------------- |
| Médaille d'or      | Helmut Schiessl    | Allemagne | 3 h 59 min 47 s |
| Médaille d'argent  | Anton Vencelj      | Slovénie  | 4 h 0 min 24 s  |
| Médaille de bronze | Daniel Bolt        | Suisse    | 4 h 5 min 20 s  |
| 4                  | Frédéric Frezoul   | France    | 4 h 6 min 12 s  |
| 5                  | Christophe Cazau   | France    | 4 h 11 min 21 s |
| 6                  | Wolfgang Zingl     | Autriche  | 4 h 13 min 34 s |
| 7                  | Samuel Bonaudo     | France    | 4 h 14 min 42 s |
| 8                  | Paul Sichermann    | Allemagne | 4 h 16 min 12 s |
| 9                  | Claude Escots      | France    | 4 h 22 min 23 s |
| 10                 | Christophe Le Saux | France    | 4 h 26 min 16 s |

| Rang               | Athlète             | Pays      | Temps           |
| ------------------ | ------------------- | --------- | --------------- |
| Médaille d'or      | Emma Murray         | Australie | 4 h 37 min 29 s |
| Médaille d'argent  | Marion Kapuscinski  | Autriche  | 4 h 55 min 52 s |
| Médaille de bronze | Isabelle Guillot    | France    | 5 h 8 min 41 s  |
| 4                  | Danielle Capro      | France    | 5 h 18 min 14 s |
| 5                  | Mateja Šušteršič    | Slovénie  | 5 h 25 min 39 s |
| 6                  | Yvonne Radondy      | France    | 5 h 29 min 30 s |
| 7                  | Pascale Fouques     | France    | 5 h 31 min 57 s |
| 8                  | Myriam Tonon-Domecq | France    | 5 h 39 min 11 s |
| 9                  | Lara Klaassen       | Belgique  | 5 h 49 min 12 s |
| 10                 | Françoise Bersans   | France    | 6 h 4 min 16 s  |